# سكوتيا

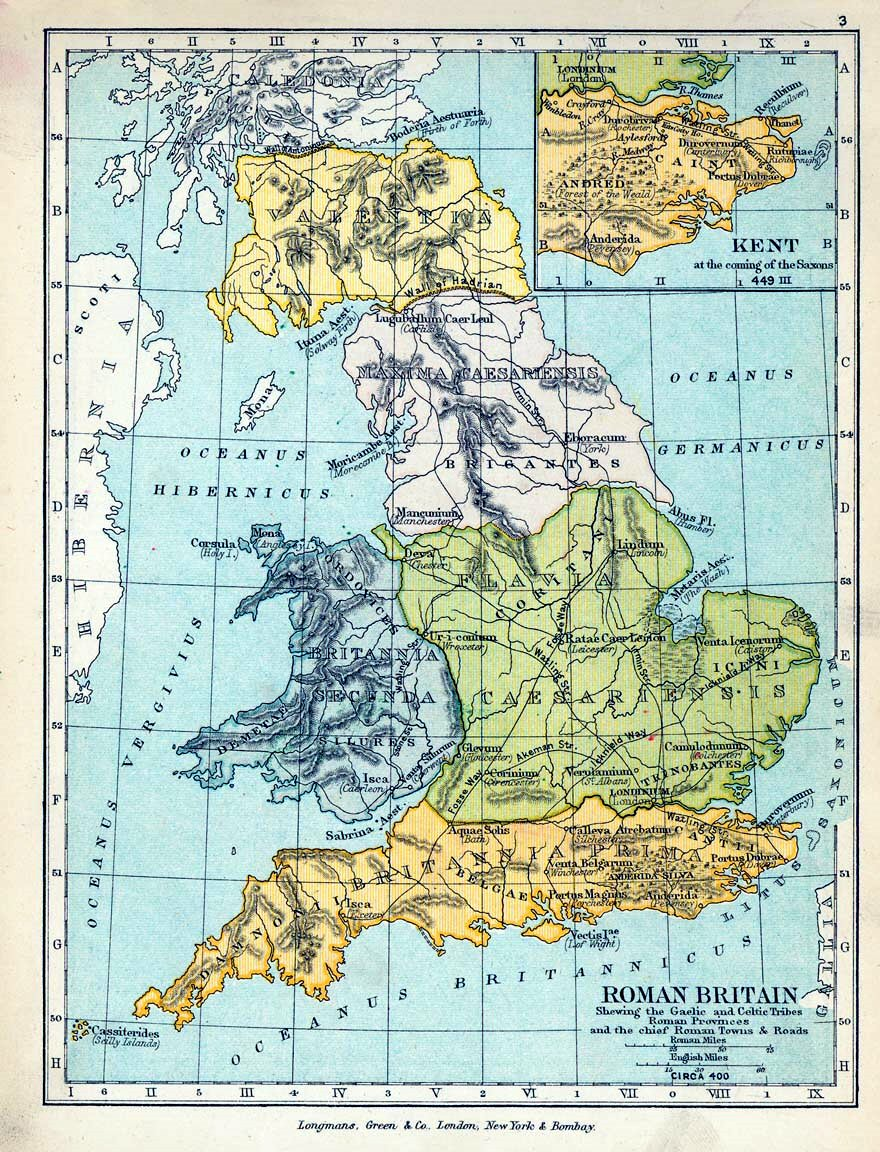

سكوتيا في الأصل هو الاسم الروماني لايرلندا، التي يسكنها أناس وصفوا باسم سكوتي. تحول استخدام الاسم في العصور الوسطى للدلالة على جزء من جزيرة بريطانيا العظمى يقع شمالا من الخور الرابع، ومملكة ألبا. في وقت لاحق من العصور الوسطى أصبح مصطلحا لاتينيا ثابتا على ما يسمى في اللغة الإنجليزية اسكتلندا.